# Фітогеографія
Ботан́ічна геогр́афія або фітогеогр́афія — наука про закономірності географічного розповсюдження рослинного покрову у зв'язку з рельєфом, кліматом, ґрунтами та іншими складовими ландшафту. Наука включає географію рослин і географію рослинних угруповань. Становлення ботанічної географії як науки припадає на початок XIX століття. Першу фітогеографічну карту Буковини склав вчений-природознавець Костянтин Гормузакі.